# Store norske leksikon
Aschehoug og Gyldendals Store norske leksikon, ofta bara Store norske leksikon, SNL, är det största moderna, allmänna norskspråkiga (bokmål) uppslagsverket i pappersform. Det skapades 1978 och kom fram till 2007 ut i fyra utgåvor, den sista med ungefär 150 000 artiklar.
Den första Internetutgåvan (som 2013 innehöll 170 000 artiklar) kom 2000. Sedan 2009 publiceras SNL som ett fritt tillgängligt Internetlexikon, och innehållet är till stora delar användargenererat material godkänt av ämnesexperter knutna till projektet. Från 2010 drivs SNL som en egen, ideell verksamhet.

## Bokutgåvor
Produktionen av SNL påbörjades 1978. Utgivare var Kunnskapsforlaget, en sammanslagning av förlagen Aschehougs och Gyldendals respektive lexikonverksamheter som började sin verksamhet 1975. Store norske leksikon definierades av utgivarna som en norsk "nationalencyklopedi", motsvarande den svenska Nationalencyklopedin.
Nedgången i den kommersiella lexikonbranschen under 1990-talet drabbade Kunnskapsforlaget svår, och det var länge osäkert om man skulle kunna klara av att ge ut en fjärde pappersutgåva av verket. Efter att stiftelsen Fritt Ord 2002 beviljat tio miljoner i stöd kunde man dock sätta igång produktionen.
Den fjärde utgåvan av SNL, utgiven från januari 2005 till april 2007, består av 16 band på totalt 12 000 sidor med cirka 150 000 artiklar, 2 000 tabeller, 800 kartor och 15 000 illustrationer. Förlaget uppgav i februari 2006 att man sålt 7 500 kompletta utgåvor av den fjärde upplagan, och fram till sommaren 2008 rapporterades total försäljning till drygt 10 000 utgåvor. Det ska jämföras med den första upplagan, som åren 1978–1987 såldes i 120 000 kompletta set. Totalt har utgivaren Kunnskapsforlaget nämnt försäljningssiffran 270 000 uppsättningar för alla fyra upplagorna.

## Internetutgåvan

### Bakgrund och utveckling

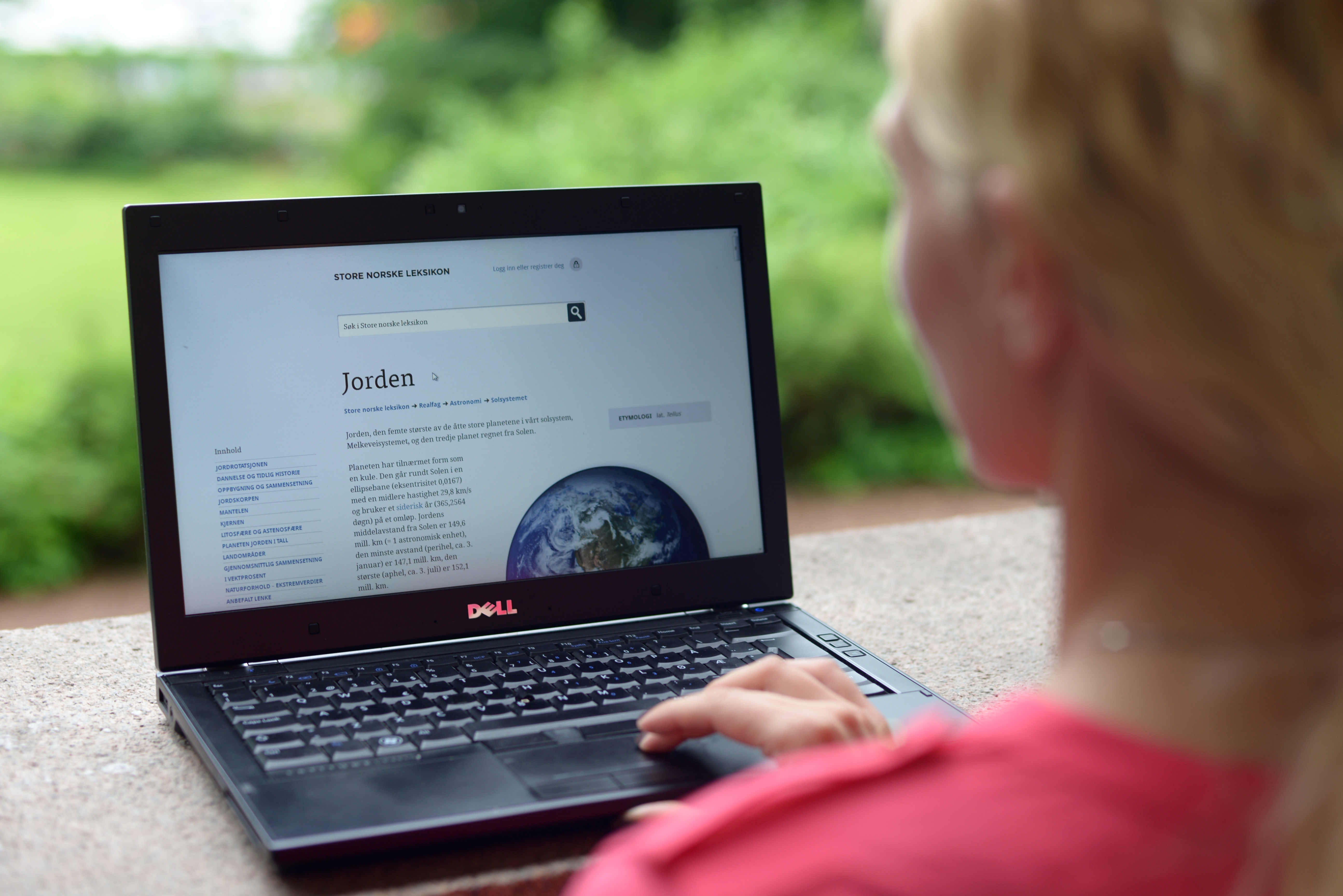
Internetutgåvan av Store norske leksikon publiceras sedan år 2000 och är sedan 2009 fritt tillgänglig.

SNL utkom i Internetutgåva 2000. Till att börja med kostade nätabonnemanget 600 Nkr/år – att jämföra med 12 900 kronor för hela den sista pappersutgåvan – och man hade flera hundra tusen abonnenter (privata såväl som institutioner). Emellertid gick lexikonet med kraftig förlust, och samtidigt såldes bara 7 500 exemplar av den sista kompletta bokversionen (2005–2007). Kunnskapsforlaget ansökte om ekonomiskt stöd hos Kulturdepartementet, men ansökan som gällde 35 miljoner kronor utspritt över fem års tid avslogs.[källa behövs]
Den 16 september 2008 tillkännagavs att uppslagsverket skulle få fritt, reklamfinansierat och öppet innehåll, det vill säga vanliga inloggade användare tillåts redigera i vad som kallas satellitlexikon. Skribenten kunde välja om dess artikel skulle publiceras under fri eller begrenset licens. Den nya versionen kallades för Store norske leksikon 2.0 och blev tillgänglig på nätet den 24 februari 2009 (en dag före den officiella invigningen). Kunnskapsforlaget avsåg att ingå avtal med över 1 000 betalda ämnesexperter, vilka skulle granska det användarredigerade innehållet för att säkerställa dess kvalitet. Kvalitetsgranskat innehåll skulle markeras annorlunda än användargenererat innehåll.

### Nya ägare
Kunnskapsforlaget fick emellertid ingen lönsamhet på sitt Internetlexikon, och redan åren därpå överlät man SNL:s webbversion kostnadsfritt till en ny ägare. Den 1 juli 2010 överläts sålunda både ägarskapet och rättigheterna till domänen snl.no till stiftelsen Fritt Ord och Sparebankstiftelsen DnB NOR för att dessa skulle kunna fortsätta att driva uppslagsverket. Fritt Ord hade själv i mars samma år erbjudit sig att själva överta SNL, om de fick ekonomiskt stöd. Kulturminister Anniken Huitfeldt sade att ”det er uaktuelt for staten å overta ansvaret for 'Store Norske Leksikon'”.
I den fria Internettjänsten på SNL.no ingår också Norsk biografisk leksikon och Store medisinske leksikon.
Åren 2011–2013 lade de två ägarna plus Norsk faglitterær forfatterforening 31,5 miljoner Nkr på en förnyelse av Store norske leksikon. Våren 2011 tog Anne Marit Godal över som chefredaktör för uppslagsverket.
2013 grundade ägarna plus Det Norske Videnskaps-Akademi den ideella föreningen Store norske leksikon AS med åtta fast anställda personer. Hösten 2013 annonserades att 450 ämnesexperter var inkopplade på projektet.

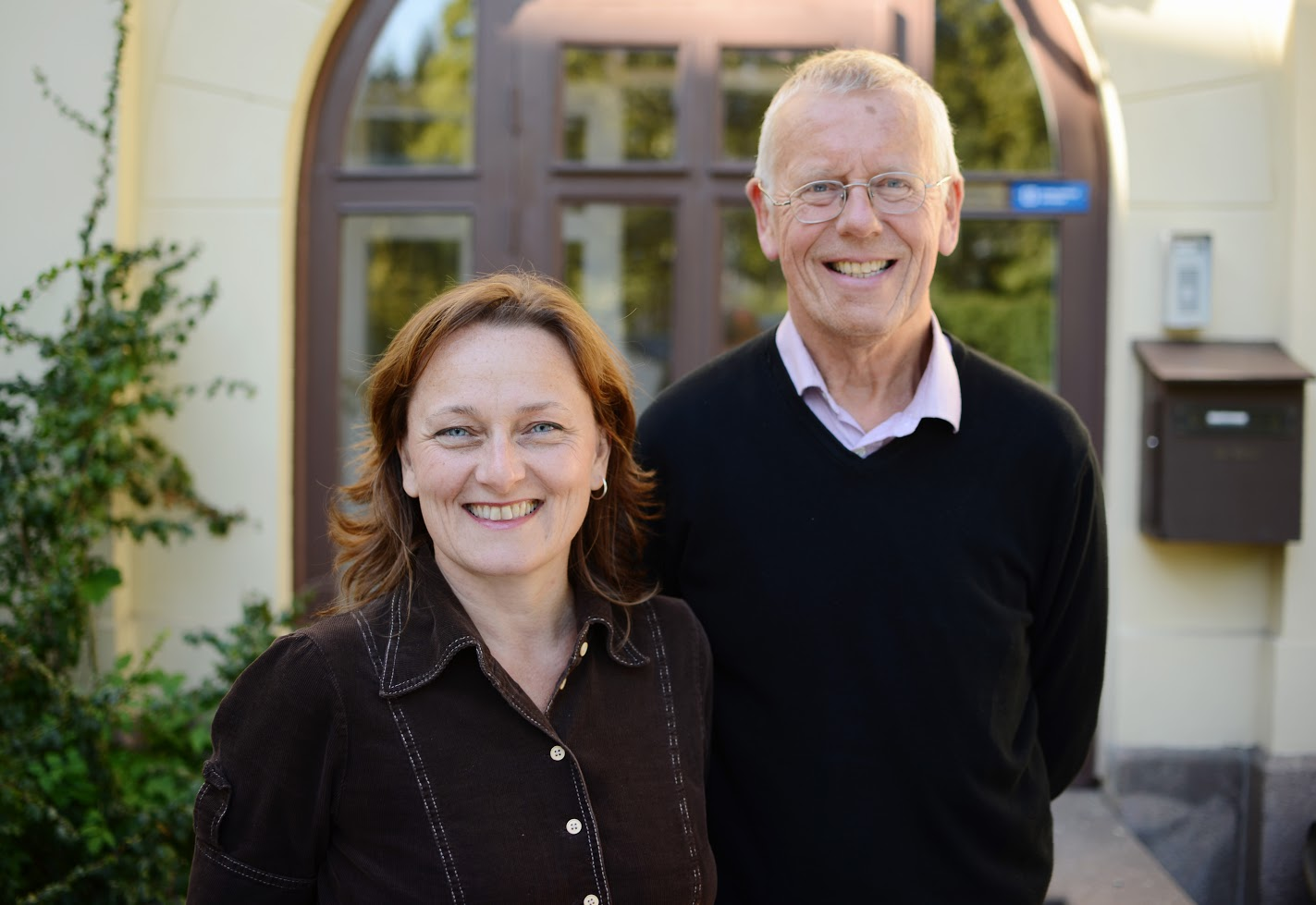
Anne Marit Godal är sedan 2011 chefredaktör på SNL. Här på bild med styrelseordförande Trond Andreassen.

### Användning och utsikter
Mars 2009 hade SNL 22 000 unika användare per dag och 110 000 per vecka.[källa behövs] November samma år hade man 155 000 artiklar. Detta kan jämföras med den största konkurrenten norskspråkiga Wikipedia, som samtidigt hade 237 853 artiklar och 139 021 registrerade användare. November 2013 hade antalet artiklar ökat till cirka 170 000. Mars 2013 presenterade man siffror på 1,2 miljoner unika läsare per månad och totalt 2,2 miljoner besök per månad. Som en jämförelse noterade norskspråkiga Wikipedia (bokmålsversionen) samma månad 56,7 miljoner besök (sidvisningar).
År 2013 avslog den norska regeringen en ansökan om utgivningsstöd till uppslagsverket. En liknande ansökan lämnades också in av norskspråkiga Wikipedia, med samma resultat. Sommaren 2014 erhöll dock SNL.no 5 miljoner norska kronor i produktionsstöd, genom en nyinrättad bidragsordning för webbaserade lexikon som hanteras av Norges kulturdepartement. SNL.no och norskspråkiga Wikipedia kämpade även den här gången sida vid sida, men de sistnämnda klarade inte bidragsordningens krav att uppslagsverket ska byggas upp genom signerade bidrag.
Användningen av SNL har under 2010-talet ökat. I november 2018 noterades 2,4 miljoner unika användare, vilket var nytt månadsrekord. Antal lästa artiklar den månaden var drygt 9 miljoner. Samma månad lästes Wikipedia på bokmål drygt 38 miljoner gånger.

## Bokutgåvor
- 1978–1981 – första utgåvan i 12 band; huvudredaktörer: Olaf Kortner, Preben Munthe, Egil Tveterås
  - 1984 – Supplementband
  - 1989 – Supplementband
- 1986–1989 – andra utgåvan i 15 band; huvudredaktörer: Olaf Kortner, Preben Munthe, Egil Tveterås
- 1995–1998 – tredje utgåvan i 16 band; huvudredaktör: Petter Henriksen
- 2005–2007 – fjärde utgåvan i 16 band; huvudredaktör: Petter Henriksen